# ミラノ風ドリア

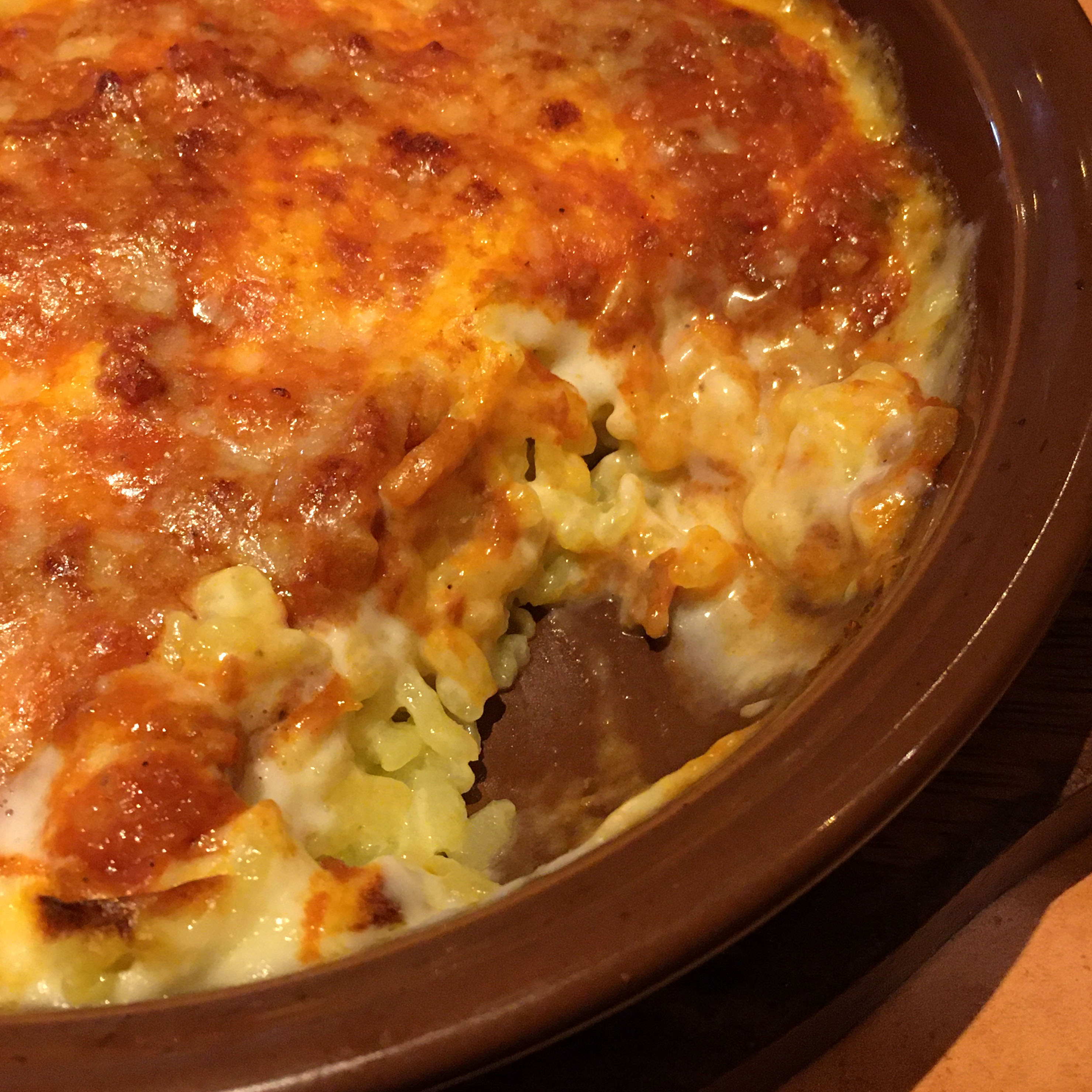
ミラノ風ドリアをすくった写真

ミラノ風ドリア（ミラノふうドリア）は、イタリアンファミリーレストランチェーンのサイゼリヤで提供される商品。「看板商品」、「サイゼリヤの代名詞」として知られる。

## 特徴

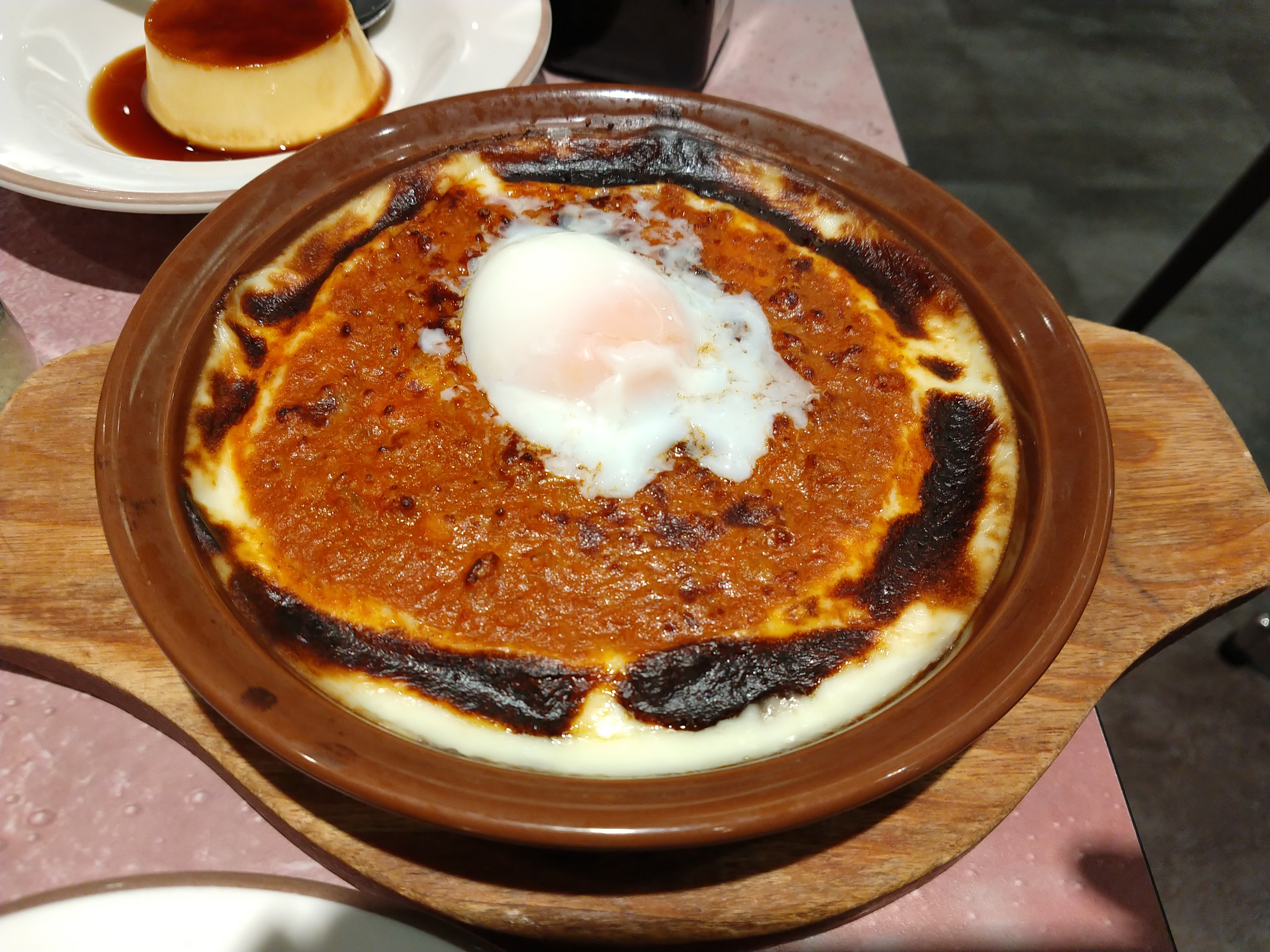
半熟卵のミラノ風ドリア。ミラノ風ドリアに半熟卵をトッピングしたもので、gooランキングの調査によればミラノ風ドリアに次ぐ人気商品になっている。

ホワイトソースやミートソース、粉チーズをターメリックライスに加えた料理である。そのうち、ホワイトソースには1食あたり500ミリリットルという多くの生乳を使用している。調理には約6分ほどかかる。ミラノ風という名称ではあるものの、イタリアには存在しない（そもそもドリア自体が日本発祥の料理である）。
この「ミラノ風ドリア」という名称は、使用されているミートソースに由来する。すなわち、ミートソースがイタリア・ボローニャ地方のものであることから、その近隣のミラノの名をとったとされる。あるいは、ミートソースがミラノの郷土料理を参考にしたことが名称の由来だともいわれる。
1食税込み300円という極めて安い価格で販売されている。このような低価格での提供が実現しているのは、オーストラリアの自社工場で原料調達を行っているためである。低価格での提供には、他の料理と合わせて注文することを可能にするという目的もある。また、サイゼリヤ社長の堀埜一成は、ミラノ風ドリアを安く提供する理由として、単価を安くすることで食の選択肢を広げ、外食における格差をなくすという企業理念の実現を挙げている。
管理会計論研究者の長坂悦敬は、こうした低価格でも利益が上がる背景として、作業方法の効率化を担当するチームの存在、重要作業のマニュアル化によるコスト削減、品切れを防ぐ発注管理システムの整備にあると論じる。そして、ミラノ風ドリアが通常のライスの代わりにオーダーされることで、客単価の上昇をもたらしていると述べる。
円相フードサービス専務の料理人である稲田俊輔は、イタリア料理店を標榜するサイゼリヤにおいて、イタリア料理でないミラノ風ドリアは看板メニューでありつつも、昭和感を感じる「なぜある系メニュー」の一つだと述べている。稲田はサイゼリヤのメニューのなかでミラノ風ドリアを低く評価しつつも、ミラノ風ドリアなどで利益を確保しているため、サイゼリヤは価格に比して質の高い生ハムやサラミ、ワインを提供することが可能になっていると評している。

## 沿革
ミラノ風ドリアはもともとは従業員がまかない食として食べていたものだったとされる。ライスにホワイトソース・ミートソース・粉チーズをかけたもので、常連客の要望で裏メニューとして提供されたものが人気を博し、通常のメニューに採用された。当初は「ミートグラタン」という名称で提供されていたが、メニュー数の増加を受け、取り違いを避けるために前述のとおり、ミートソースを使用していることからミラノ風ドリアと呼称するようになった。当初のメニューでは、「カニドリヤ」やピラフなどとともに、リゾットの区分に載せられていたという。
創業から間もない1969年頃からサイゼリヤに存在したともいわれるが、現在のミラノ風ドリアは1983年に発売されたともされる。ミラノ風ドリアが長くに渡ってメニューに残った背景には、メニュー改定を抑制的に行い、既存のメニューをより良いものとして提供することに注力する方針があったためである。
そして、1999年には価格を4割下げたことが評判となった。これは、低価格戦略推進の一環のなかで、ミートソースの安定供給が可能なことを背景に核商品の創出を狙いとしたものであった。当時の社長の正垣泰彦は、新たな価格290円を「『値頃』を通り越して，もはや『驚き』の価格」と位置づけ、特定の商品に注文を集中させることで、効率性の向上および収益構造の改善を意図したものと述べた。実際に、ミラノ風ドリアは料理の品質を下げていないのにもかかわらず、190円値下げの290円という価格となったことで、従来のほぼ3倍の売上を達成するようになった。
2002年になると、前述のとおり、ミラノ風ドリアの原料を製造するための食品加工工場をオーストラリア・メルボルン郊外に作っている。オーストラリアを選んだのは、日本よりも肉や乳製品が安く調達できるためであった。こうした工夫に加え、通算で1000回ほどの内容の改良が行われている。
2020年11月には、ミラノ風ドリアを主に提供するファーストフード店「ミラノ食堂」を新業態として実験的に開いている。新型コロナウイルスの流行を受け、小型店舗にすることで賃料を抑えることで、新たな事業の柱にすることを狙ったものだった。ミラノ風ドリアのサイズを1.5倍とすることで、単品での満足感を高め、顧客回転率を向上させ、また提供時間の短縮によりテイクアウト利用の比率を4割まで拡大させることを意図したものとされている。